# Spiegelsberge
Die Spiegelsberge im nördlichen Harzvorland sind ein flächenmäßig kleiner und bis 180,3 m ü. NN hoher Höhenzug bei Halberstadt im Landkreis Harz in Sachsen-Anhalt. Sie sind der Ort des Landschaftspark Spiegelsberge.

## Geographische Lage

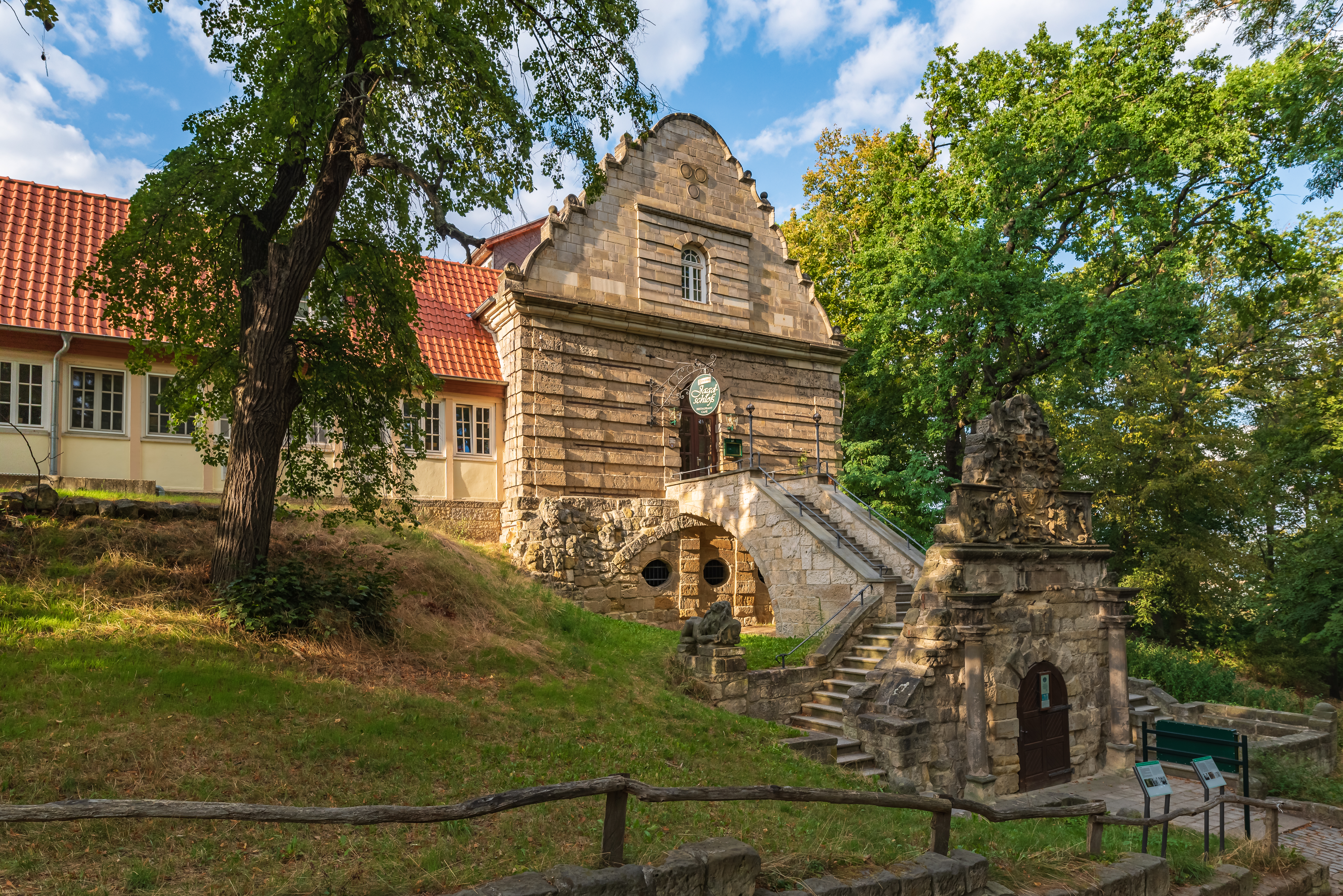
Jagdschloss Spiegelsberge

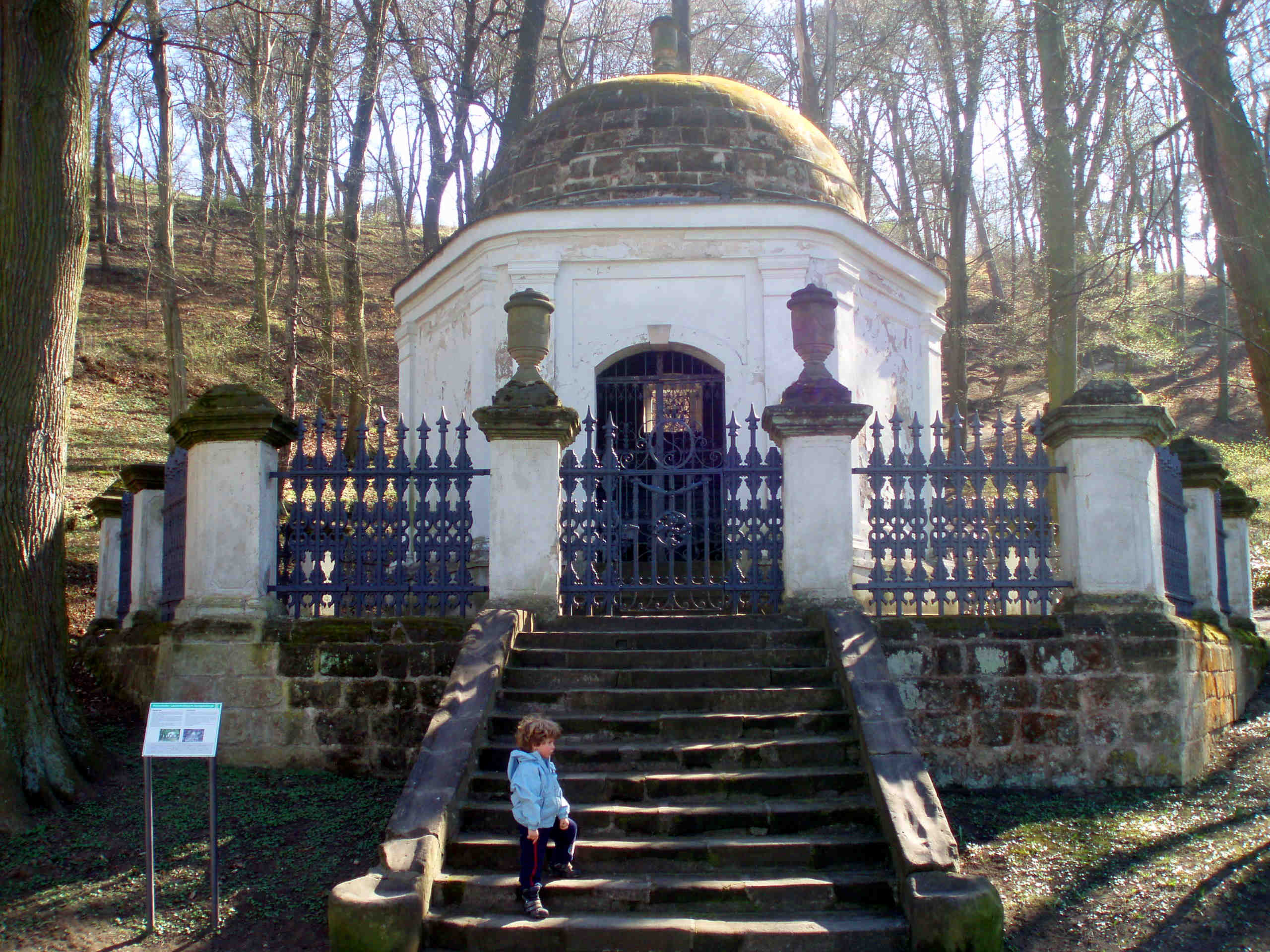
Mausoleum von Ernst Ludwig Christoph von Spiegel in den Spiegelsbergen

Die Spiegelsberge liegen im nördlichen Harzvorland im Naturpark Harz/Sachsen-Anhalt. Sie erheben sich südlich der Kernstadt von Halberstadt sanft über das Tal des westlich vorbei und nördlich durch die Ortschaft fließenden Goldbachs. Nach Ostsüdosten leitet die Landschaft zu den Klusbergen (192,4 m) über. Südsüdöstlich des Höhenzugs liegt die Halberstädter Klussiedlung.

## Geschichte
Benannt wurden die Spiegelsberge nach dem Halberstadter Domdechanten Ernst Ludwig von Spiegel (1711–1785), der maßgeblich zur Aufforstung beigetragen hatte. Unter seiner Führung entstand 1761 der im englischen Stil gehaltene Landschaftspark Spiegelsberge, der seit 1771 öffentlich zugänglich und seit 1904 im Besitz der Stadt ist. Der Park gehört heute zum Netzwerk Gartenträume Sachsen-Anhalt.
Der Park enthält den Tiergarten Halberstadt, das Jagdschloss Spiegelsberge, das Mausoleum von Ernst Ludwig Christoph von Spiegel sowie die Aussichtstürme Belvedere und Bismarckturm Halberstadt. Im Jagdschloss befindet sich neben einem Restaurant auch das aus dem Gröninger Schloss stammende Gröninger Fass. Darüber hinaus besteht am Park auch der Wirtschaftshof des Guts Spiegelsberge.